# 村上隆
村上隆（1962年2月1日—）是一位日本艺术家。他曾就学于东京艺术大学。
他是受日本动画和日本漫画影响而专注于御宅族文化和生活方式的后现代艺术风格——超扁平（Superflat）运动创始人。其灵感源自众多古怪的浮世绘艺术家和金田伊功於1983年發佈的動畫作品《Harmagedon》。曾獲東京藝術大學頒發BFA、MFA及PhD。1996年他在東京創辦了HIROPON工廠，之後演化成現時的Kaikai Kiki有限公司，一所大型藝術生產的藝術管理公司。他曾於多個世界著名的展覽場地舉行展覽，包括2001年在東京當代藝術館、2002年在倫敦蛇型藝廊、2007年洛杉磯當代藝術館及2008年紐約布魯克林博物館等。2003年他為路易·威登創作出彩色圖案皮具，將其個人藝術事業推至高峰。現時，他為加州大學洛杉磯分校擔任客席教授。

## 生平

### 學生時期

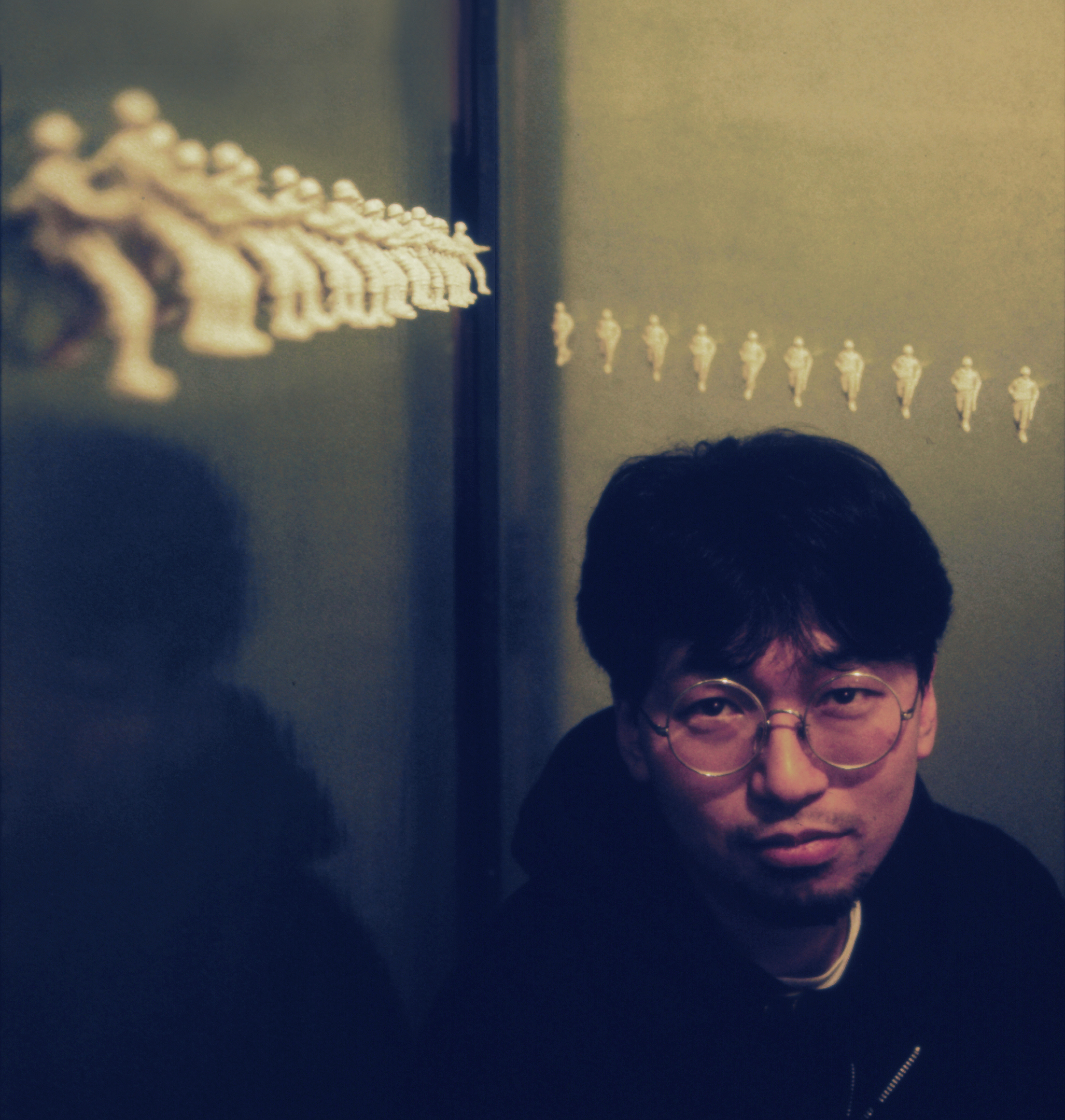
艺术家村上隆（Takashi Murakami）的早期作品于1992年在东京的火星画廊展出。照片由Ithaka Darin Pappas摄

基於自小對動畫的興趣，高中畢業後的村上隆本來想以動畫師作為終生職業。然而他在入行時遭受挫折，把心一橫決定繼續進修，落第兩次大學入學試後終被東京藝術大學錄取學習日本畫。1986年，他以《側面的自畫像》作為自己的畢業作品。兩年後，村上隆本來想在大學以研究生的身份繼續碩士課程，卻因為教席的問題，放棄了當日本畫畫家。 1991年，他首次舉辦名為「TAKASHI, TAMIYA」的個人作品展，並開始以當代藝術家的身份出道。

### 紐約發展
1994年，Murakami获得了亚洲文化理事会的奖学金，并在纽约市参加PS1国际工作室项目一年。 在此期间，他受到了西方当代艺术家Anselm Kiefer的高度启发，特别是Jeff Koons等艺术家的模仿。 他建立了一个小型工作室，与日本的Hiropon工厂一起，成为他的公司Kaikai Kiki的先驱。2008年《时代》杂志评选出的最有影响力的100位人物中，村上隆是唯一的视觉艺术家。他的作品灵感大多来自日本传统漫画，创作材质珍贵，色彩艳丽，并且常常有性和暴力的展示。不仅有曾在纽约克里斯蒂拍卖会上拍出了56.7万美元天价的金发卡通美女Ko2小姐（玻璃纤维制，高约2米）；让全世界女性追捧的LV也频频与他合作，装饰有他设计图案的LV手袋，每只售价高达5000美元。Mr. DOB的形象也曾被印在T恤衫和气球上大量发售，成为深受年轻人喜爱的潮流品。年轻人已经不再仅仅满足也已经不再屑于那些印着唐老鸭或者HelloKitty卡通形象的衣服，他们更欣赏有点神经质的村上隆式色彩和图案大量体现在他们的衣服上。 回到日本后，他将发展艺术实践背后的核心理念，定期在欧美各大画廊和机构展出。

### 回流日本
早在日本战后日本缺乏一个可靠和可持续的艺术市场时，村上就表达了自己的失望。正因如此，他制定了一个策略，首先在西方艺术界树立自我，然后回到日本，在这个过程中建立一个新的艺术市场。为了创造植根于日本自己的文化和历史，但在国际上仍然新鲜且有效的艺术，他开始寻找可以被认为是“日本独特”的东西。在结束了“高”艺术的元素充其量混淆后，他开始专注于日本的“低”文化，尤其是动漫和漫画，以及宅男的较大的亚文化。他的艺术风格和图案（可爱/令人不安的动漫风格，色彩鲜艳，平坦，高光泽的表面，真人大小的动画雕像）来源于这一战略。这从他2000年在他的异想天开的宇宙球被展示在收集檀香山艺术博物馆。

## 個人風格
村上隆先後以「超扁平」、「幼稚力」等字眼，簡單概括了自己的作品風格。村上隆很誠實的把日本御宅族熱愛的漫畫、電玩和卡通動畫和日本特有的情色文化不羞澀的將它放大與販賣，而且村上隆不只一次提到，日本整個社會就是「超扁平」。村上隆自谓“超扁平风格”，从形态学辨认，是一种混合型的卡通图式，略带妩媚绝无伟岸，但的确表达了电脑取代人脑的时代，虚拟荒涎、自由散漫的青春，支离破碎、花枝招展的玩偶世界，这种图式掺杂卡通、电玩、市井、幻觉的精神异像与新奇景观。它给人的直接印象就是看不出主体意志，而呈现一种〝被规定性〞。这恰好是世纪之交人类精神空茫而又幻丽，欲求而又从动的写照。

### 《超扁平宣言》
在1996年第二屆亞太三年展《Present Encounter》中，村上隆以作品《Mr DOB》，發表《超扁平宣言》。他開宗明義說到：「將來的社會、風俗、藝術、文化，都會像日本一樣，都變得極度平面（two-dimensional）……今天，日本電玩和卡通動畫最能表現這種特質，而這些又在世界文化中具有強大的力量。」村上隆認為經歷戰後、經濟泡沫和沙林毒氣事件等社會壓力後，現實幻滅與心理機轉造就日本社會之所以轉向喜愛可愛甜美的扁平化趨勢。他的宣言使東方平面藝術挑戰西方藝術史，讓卡漫藝術成為全球藝術史的一支重要流派。

### 特色和主題
村上隆的作品形象扁平，從外表看起來既像玩具模型，又像玩偶，集合可愛、性幻想與極端暴力於一身，帶有濃厚的卡通漫畫色彩，卻同時在影射日本文化內涵。作為藝術品，它們又很難跟商業畫清界線，既現代又能追溯傳統根源，時有浮世繪及琳派的風格，並且人人都能親近欣賞。可愛詭異的漫畫式圖像其實在嘲諷越來越膚淺浮面的大眾文化，扁平而且欠缺深度，也就是這樣玩味戲謔背後的嚴肅和批判，讓他成為目前國際上最熱門、也最具有爭議的藝術家之一。

### 《幼稚力宣言》
2003年，村上隆发表新宣言《幼稚力宣言》，並為自己的動漫作品下個定義：「動漫的審美體驗是獨特的，它會打動你未泯的童心，激起你對童年的美好回憶。」村上隆繼續以手段化的方式、孩童般的演繹來述說成人世界的話題；在以日本為中心的潮流文化語境裡，透過他獨特的視覺符號，表達了青春的美和殘酷。同年的春夏季時裝秀上，村上隆的「熊貓」「櫻花」圖案在路易‧威登的皮包上登堂入室，開展了他藝術商品化的企劃。

### 藝術商品化
村上隆有與諸多潮流品牌合作的經歷，包含為知名潮流品牌Supreme與范斯(Vans)設計滑板，也曾與Off-White品牌設計師維吉爾·阿伯拉赫合作推出聯名系列，與哆啦A夢還有UNIQLO一起合作推出主題聯名等。2003年，村上隆首次與法國品牌路易·威登(Louis Vuitton)合作推出 Murakami Multicolore 系列手袋 (Multicolore、Monogramouflage、櫻桃、櫻花、字母包等）長達13年，直至2015年隨著設計師馬克·雅各布斯(Marc Jacobs)卸任設計師之後終止了合約。
2008年，他的一座公仔作品《我的寂寞牛仔》，賣出1516萬美元，創下同商品的天價紀錄。作品利用玻璃纖維而製，展示一名年輕男子陰莖勃起，射出的精液成套索狀。在他的《藝術創業論》中，村上隆毫不拐彎抹角地詮釋他自我成功的道路：「找到欲望的方向，向前奔跑」，並說過他「要金錢的力量」。他經營的藝術創作公司在2011年營業額高達三億美元；他的作品《727》以超過一億日圓高價賣出，讓他成為日本作品拍賣價格最高的現代藝術家。

## 評價
由於村上隆的作品風格，既豪放又色彩繽紛，有時還會帶點淫褻的玩味，並非人人皆能接受。比如說，2010年村上隆在法國凡爾賽宮搞自己的個人作品展，便遭受一些民众的反對。「村上隆與公司無權在凡爾賽中辦展覽。」在名為「我愛凡爾賽」（ Versailles Mon Amour）的網頁，不少人留言反對村上隆在凡爾賽宮的展覽，至今收集了逾 3,500個簽名支持。該網站說：「凡爾賽宮不是讓你作秀的地方，是我們歷史與文化的象徵之一。」另一個文化組織「凡爾賽保衞協調」（ Versailles Defence Coordination）亦有類似的簽名活動，有超過4000人支持，組織負責人甚至認為村上隆今次展覽是「非法的」。法國前王室後裔曾以展覽侮辱其家族歷史為理由，向法庭申請禁制令，但並未獲接納。
凡爾賽宮總監、前文化部長阿亞戈則為村上隆平反，指抗議的人皆是極右原教旨主義者和極保守派人士，視凡爾賽宮為法國王權時代的遺物，敵視現代化，與現實脫節。他指今次展覽展出的作品都經過仔細挑選，保證老少咸宜，包括雕像《橢圓形的佛像》和色彩斑斕的雕塑《 Flower Matango》。他希望讓參觀歷史建築物的遊客有機會接觸他們不大認識的藝術。

## 教育推廣

### GEISAI
自2002年以來，村上隆舉辦了獨特的藝術博覽會 GEISAI，讓藝術同業直接參與。GEISAI每年舉行兩次，目前已在東京、台北、邁阿密等地舉辦過。GEISAI允許展出的藝術家制定自己的展位，而不會對作品作預先篩選，並可以直接與潛在買家互動。这个就像是艺术界的星光大道般，仿照综艺节目概念，由村上隆一手策划，让新人大展身手的平台，有了让法国和日本年轻艺术家同台较劲的机会。

### KaikaiKiki
日本的Kaikai Kiki有限公司（2001年），纽约的Kaikai Kiki纽约有限公司（2001年）和洛杉矶的Kaikai Kiki LA有限公司（2010年）。 Kaikai Kiki执行村上的各种艺术活动，由办公室和制作室组成。除了处理村上的作品和项目的制作和推广之外，还负责管理年轻艺术家的职业生涯，组织国际艺术项目，制作和推广商品，处理艺妓艺术博览会的组织和运作。
在获得了国际上的成功和认可之后，Murakami一直致力于培养和支持日本年轻一代艺术家的事业。他把这个操作与唱片公司的操作相提并论，提供了后勤支持和实用的职业建议。通过这一努力，他也试图在日本建立一个原创和可持续的艺术市场。
2008年，Kaikai Kiki将东京办公室下面的地下室空间改造成了一个艺术画廊。 Kaikai Kiki画廊不仅为其管理下的艺术家举办展览，还举办了Mark Grotjahn和Friedrich Kunath等国际知名人士的展览。所有的展览都由村上策划。
名为Hidari Zingaro的第二个画廊于2010年开业，现在已经扩展到东京Nakano的Nakano百老汇购物中心的四个地点。

## 著作
- 《艺术创业论》（ISBN 9787508618296）
- 《艺术战斗论 : 你也可以成为艺术家》（ISBN 9787538737820）
- 《村上隆的艺术对谈集》（ISBN 9787521705393）

## 相關連結
- 肯伊·威斯特
- TRF
- FC東京
- 後藤仁 - 日本畫家・絵本畫家，為村上隆大學時期（美術預科學校講師）的學生 [2]